# Venta del Moro

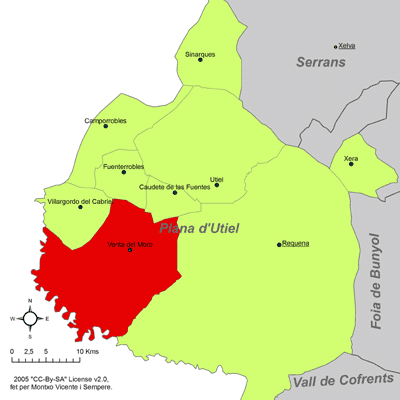
Położenie gminy na mapie comarki Plana d'Utiel.

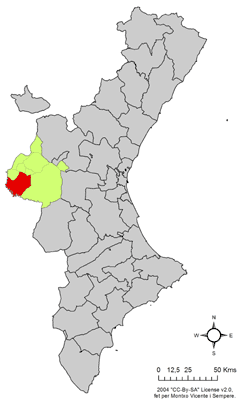
Położenie gminy na mapie Walencji.

Venta del Moro – gmina w Hiszpanii, we wspólnocie autonomicznej Walencja, w prowincji Walencja, w comarce Plana de Utiel-Requena.
Powierzchnia gminy wynosi 272,6 km². Zgodnie z danymi INE, w 2005 roku liczba ludności wynosiła 1413, a gęstość zaludnienia 5,18 osoby/km². Wysokość bezwzględna gminy równa jest 730 metrów. Współrzędne geograficzne gminy to 39° 29’ 00” N 1° 21’ 26” W. Kod pocztowy do gminy to 46310. Obecnym burmistrzem gminy jest María Amparo Cárcel Castillo z Hiszpańskiej Partii Ludowej.

## Dzielnice ipedanías
W skład gminy wchodzi sześć dzielnic i pedanías, walencyjskich jednostek administracyjnych:

- Casas de Moya
- Casas de Pradas
- Casas del Rey
- Jaraguas
- Las Monjas
- Los Marcos

## Demografia
| 1990  | 1992  | 1994  | 1996  | 1998  | 2000  | 2002  | 2004  | 2005  |
| ----- | ----- | ----- | ----- | ----- | ----- | ----- | ----- | ----- |
| 1.952 | 1.728 | 1.659 | 1.636 | 1.601 | 1.567 | 1.543 | 1.493 | 1.413 |